# Fakhr Āvarī
Fakhr Āvarī (persiska: فخر آوری, فَهريار) är en ort i Iran.   Den ligger i provinsen Bushehr, i den centrala delen av landet, 700 km söder om huvudstaden Teheran. Fakhr Āvarī ligger 37 meter över havet och antalet invånare är 413.
Terrängen runt Fakhr Āvarī är platt åt sydväst, men åt nordost är den kuperad. Runt Fakhr Āvarī är det ganska glesbefolkat, med 38 invånare per kvadratkilometer. Närmaste större samhälle är Bandar-e Ganāveh, 15,5 km sydväst om Fakhr Āvarī. Trakten runt Fakhr Āvarī är ofruktbar med lite eller ingen växtlighet.